# Kanungu (district)
Kanungu is een district in het zuidwesten van Oeganda. Het administratief centrum bevindt zich in de gelijknamige stad Kanungu. Kanungu telde in 2014 252.144 inwoners en in 2020 naar schatting 277.300 inwoners op een oppervlakte van 1228 km². Meer dan 20% van de bevolking woont in stedelijk gebied.
Het district ligt in het noorden aan het Edwardmeer en grenst in het westen aan Congo (Kinshasa). Het district is opgedeeld in een county, twaalf sub-county's (Kihihi, Kambuga, Nyamirama, Rugyeyo, Rutenga, Kayonza, Mpungu, Kinaaba, Katetete, Nyakinoni, Nyanga en Kanyantorogo) en vier steden (town councils, zijnde Kanungu, Kihihi, Butogota en Kambuga).